# Grande Teatro-Opera Nazionale
Il Gran Teatro di Varsavia (in polacco Teatr Wielki w Warszawie) o Grande Teatro-Opera Nazionale (in polacco Teatr Wielki-Opera Narodowa) è un complesso teatrale, situato nel centro storico della capitale polacca, Varsavia, in Piazza del Teatro. È uno dei più grandi teatri in Europa e nel mondo, con una capienza di oltre 2000 posti.
Il teatro fu inaugurato il 24 febbraio 1833 con una produzione del Barbiere di Siviglia di Rossini. Dopo il bombardamento e la distruzione quasi completa dell'edificio nella seconda guerra mondiale, fu ricostruito e riaperto il 19 novembre 1965 dopo essere stato chiuso per oltre venti anni.

## Storia

### Apertura 1833
Il teatro fu costruito a Varsavia tra il 1825 e il 1833, sostituendo l'ex edificio di Marywil, dai disegni classici polacchi dell'architetto italiano Antonio Corazzi di Livorno, per fornire una nuova sede per spettacoli a compagnie operistiche, di balletto e di teatro attive a Varsavia. L'edificio fu più volte rimaneggiato e, nel periodo dell'eclittica politica polacca dal 1795 al 1918, svolse un importante ruolo culturale e politico nella produzione di molte opere di compositori e coreografi polacchi.

### Evoluzione dell'opera polacca

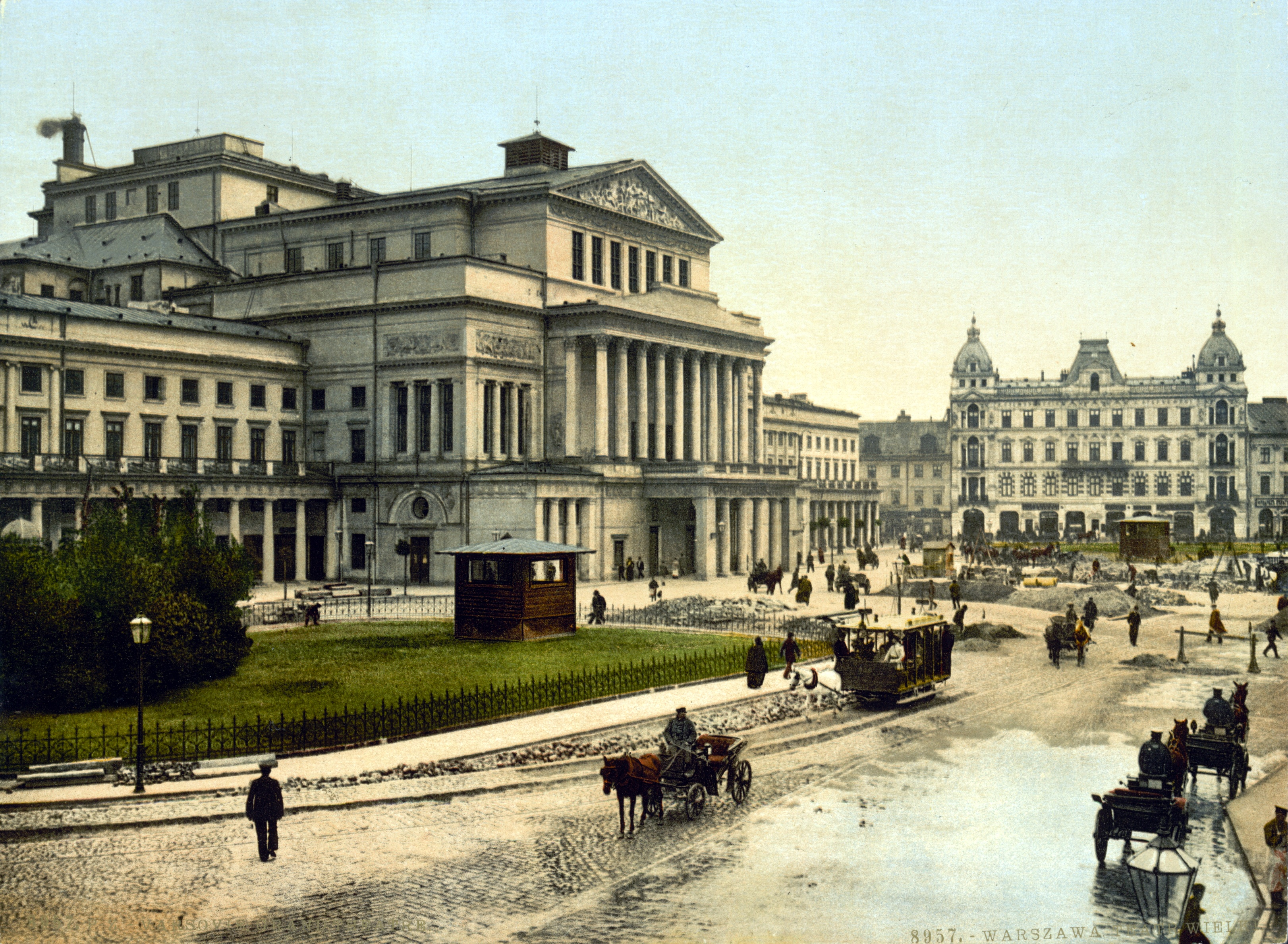
Piazza del teatro a Varsavia tra il 1890 e il 1905

Fu nel nuovo teatro che le due opere più note di Stanisław Moniuszko ricevettero le loro anteprime: la versione completa di Halka (1858) e Il castello dei fantasmi (1865). Dopo Frédéric Chopin, Moniuszko fu la più grande figura nella musica polacca del XIX secolo; oltre a produrre le sue opere, fu direttore dell'Opera di Varsavia dal 1858 fino alla sua morte nel 1872.
Il teatro presentava opere di Władysław Żeleński, Ignacy Jan Paderewski, Karol Szymanowski e altri compositori polacchi, oltre a produzioni di balletto disegnate da coreografi come Roman Turczynowicz, Piotr Zajlich e Feliks Parnell. Allo stesso tempo, il repertorio comprendeva i principali classici dell'opera e del balletto mondiale, eseguiti dai più importanti cantanti e ballerini polacchi e stranieri. Fu anche qui che il coreografo italiano Virgilio Calori produsse Pan Twardowski (1874) (nell'arrangiamento musicale prima di Adolf Sonnenfeld e poi di Ludomir Różycki).
Durante la battaglia di Varsavia del 1939, il Gran Teatro fu bombardato e quasi completamente distrutto, rimase integra la sola facciata classica. Durante l'insurrezione di Varsavia del 1944 i tedeschi spararono ai civili nelle rovine bruciate. La targa a destra dell'ingresso principale commemora la sofferenza e l'eroismo delle vittime della guerra.

### Restauro dell'edificio
Tra il 1945 e il 1965, la compagnia si esibì su altre palcoscenici mentre l'edificio del teatro veniva restaurato e ampliato ai progetti di Bohdan Pniewski, sotto la supervisione di Arnold Szyfman. Quando il teatro restaurato fu aperto al pubblico il 19 novembre 1965, fu uno dei teatri più imponenti e meglio attrezzati d'Europa. L'Opera nazionale polacca era allora il più grande teatro del mondo.

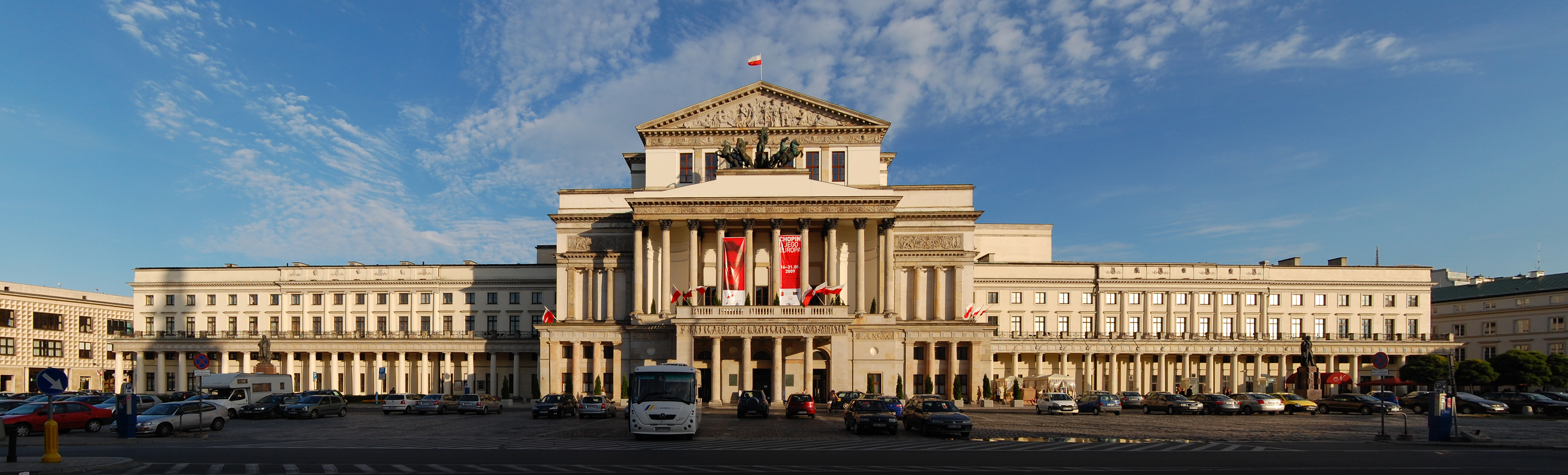
Vista della facciata